# Liste der Monuments historiques in Fronton (Haute-Garonne)
Die Liste der Monuments historiques in Fronton (Haute-Garonne) führt die Monuments historiques in der französischen Stadt Fronton auf.

## Liste der Bauwerke
| Bezeichnung       | Beschreibung | Standort | Kennzeichnung | Schutzstatus | Datum | Bild           |
| ----------------- | ------------ | -------- | ------------- | ------------ | ----- | -------------- |
| Kirche Notre-Dame |              | (Lage)   | PA00094335    | Inscrit      | 1981  | weitere Bilder |

## Liste der Objekte

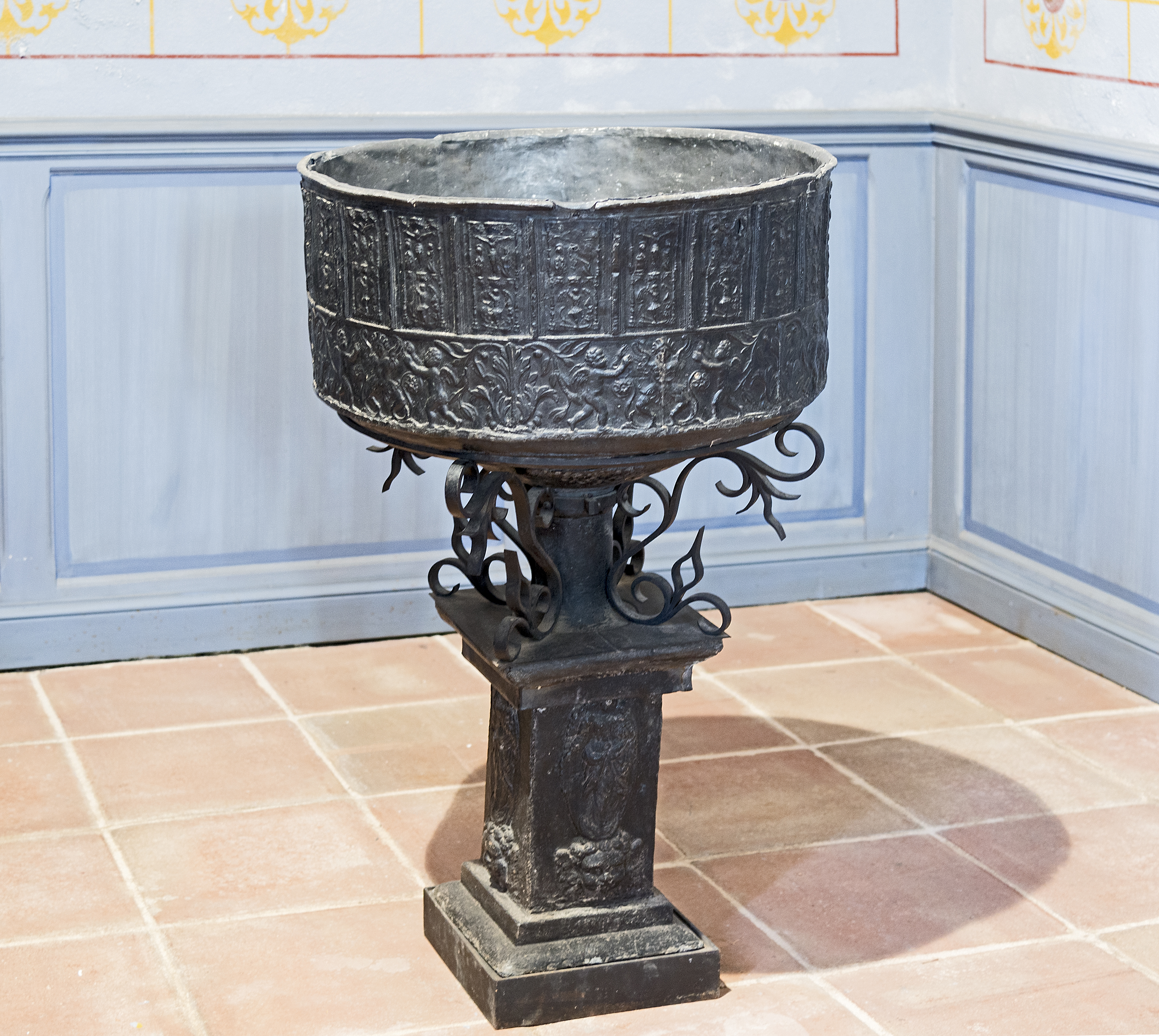
Taufbecken in der Kirche Notre-Dame de l’Assomption

- Taufbecken (Fronton)